# Paolo Ceccon
Paolo Ceccon (Bassano del Grappa, 13 settembre 1996) è un canoista italiano, specializzato nella canoa slalom.

## Biografia
Ha iniziato a praticare la canoa all'età di otto anni, allenandosi presso il Canoa club kayak Valstagna.
Ha ottenuto la sua prima medaglia continentale under 23 grazie all'argento agli europei di Cracovia 2015.
Agli europei di Liptovský Mikuláš 2019 ha guadagnato l'oro nel C1 a squadre under 23, con Raffaello Ivaldi e Flavio Micozzi.
Ai mondiali di Augsburg 2022 ha conquistato il bronzo nel C1 a squadre con Roberto Colazingari e Raffaello Ivaldi.
Ai mondiali di Londra 2023 ha ottenuto il bronzo nel C1, dietro allo sloveno Benjamin Savšek ed al francese Nicolas Gestin, diventando il primo italiano del settore maschile di sempre a conquistare una medaglia iridata nella disciplina. Si è inoltre aggiudicato il bronzo anche nel C1 a squadre con Roberto Colazingari e Raffaello Ivaldi.

## Palmarès
- Mondiali

Augsburg 2022: bronzo nel C1 a squadre;
Londra 2023: bronzo nel C1; bronzo anche nel C1 a squadre;
- Mondiali U23

Foz do Iguaçu 2015: oro nel C1 a squadre; argento nel C1;
Cracovia 2019: oro nel C1 a squadre;
- Europei U23

Cracovia 2015: argento nel C1 a squadre;
Liptovský Mikuláš 2019: oro nel C1 a squadre;